# Les Misérables (1935)
Les Misérables (bra Os Miseráveis) é um filme estadunidense de 1935, do gênero drama histórico, com roteiro de W. P. Lipscomb baseado no romance Les Misérables, de Victor Hugo.

## Elenco
- Fredric March .... Jean Valjean
- Charles Laughton .... Inspetor Javert
- Cedric Hardwicke .... Bispo Bienvenu
- Rochelle Hudson .... Cosette
- Florence Eldridge .... Fantine
- John Beal .... Marius
- Frances Drake .... Eponine
- Ferdinand Gottschalk .... Thenardier
- Jane Kerr .... Madame Thenardier
- Marilyn Knowlden .... Cosette (criança)
- Jessie Ralph .... mme. Magloire
- Mary Forbes .... Baptiseme
- Florence Roberts .... Toussaint
- Charles Haefeli .... Brevet
- John Carradine .... Enjolras

## Prêmios e indicações
| Prêmio     | Categoria                     | Recipiente               | Resultado |
| ---------- | ----------------------------- | ------------------------ | --------- |
| Oscar 1936 | Melhor filme                  | Darryl F. Zanuck (prod.) | Indicado  |
| Oscar 1936 | Melhor assistência de direção | Eric Stacey              | Indicado  |
| Oscar 1936 | Melhor fotografia             | Gregg Toland             | Indicado  |
| Oscar 1936 | Melhor edição                 | Barbara McLean           | Indicada  |